# 가족임금
가족임금(family wage)은 생활임금과 달리 임금을 가족의 생활 유지가 가능한 수준으로 지급하는 제도이다. 가족 임금 제도는 출산율을 높이기 위해 도움이 된다.
가족 임금은 가족을 부양하기에 충분한 임금이다. 이것은 일반적으로 한 개인이 생활하기에 충분하지만 가족을 부양하기에는 충분하지 않은 임금을 의미하는 생활 임금과 대조된다. 보다 강력한 생활 임금 형태로서 가족 임금도 마찬가지로 사회 정의 지지자들이 옹호한다. 가족임금운동은 전통적 가족구조의 유지를 목적으로 하여 경제와 가족구조를 연결하는 개념으로 가족경제학 분야의 주제인 가족의 경제구조가 가족을 넘어 경제 전반에 어떤 영향을 미치는지를 보여주는 사례 중 하나이다.
가족 임금의 개념은 전통적으로 단일 임금 소득자, 즉 남성이 있는 핵가족으로 구성되고 아내가 집에 머물면서 자녀를 양육하는 가정을 제안하므로 남성의 임금이 아내와 그들의 가족을 부양해야 한다는 전제가 있다. 어린이들. 이는 이전 세대도 포함하는 다세대 가구나 한부모 가구, 맞벌이 가구와 대비된다. 여성이 유급 노동력에 진입하면서 이 모델은 복잡해졌다. 어떤 가구에는 두 명의 임금 근로자가 있고 어떤 가구에는 한 사람이 있고 어떤 가구에는 없는 가구도 있다.

## 같이 보기
- 복리 후생
- 고용 차별
- 자격권리
- 가정경제학
- 소득 분배
- 노동법
- 생활임금
- 최저임금
- 임금노예
- 복지
- 노동 빈곤층